# Tusby prosteri

Karta över Tusby prosteri.

Tusby prosteri (finska: Tuusulan rovastikunta) är ett evangelisk-lutherskt prosteri i Esbo stift i Finland. Kervo församlings kyrkoherde Markus Tirranen fungerar som kontraktsprosten i Tusby prosteri.
Ett stift är indelat i prosterier enligt Domkapitlets beslut. I prosteriet finns en kontraktsprost som väljs bland kyrkoherdarna och kaplanerna i prosteriets församlingar. Prosteriet sköter bland annat en del av förvaltningen och stöder på olika sätt församlingarna i prosteriet.

## Församlingar
Lista över församlingar i Tusby prosteri:
- Hyvinge församling
- Kervo församling
- Nurmijärvi församling
- Mäntsälä församling
- Tusby församling
- Träskända församling